# Judy Collins 3
Judy Collins #3 è il terzo album in studio della cantante statunitense Judy Collins, pubblicato nel 1964.

## Tracce
1. Anathea (Neil Roth, Lydia Wood)
2. Bullgine Run (Traditional)
3. Farewell (Bob Dylan)
4. Hey, Nelly Nelly (Jim Friedman, Shel Silverstein; arranged by Walter Raim)
5. Ten O'Clock and All Is Well (Traditional)
6. The Dove (Ewan MacColl)
7. Masters of War (Bob Dylan)
8. In the Hills of Shiloh (Jim Friedman, Shel Silverstein)
9. The Bells of Rhymney (Idris Davies, Pete Seeger; arranged by Walter Raim)
10. Deportee (Woody Guthrie, Martin Hoffman)
11. Settle Down (Mike Settle)
12. Come Away Melinda (Fred Hellerman, Fran Minkoff)
13. Turn! Turn! Turn! (To Everything There Is a Season) (Pete Seeger)